# Beaujolais nouveau
Beaujolais nouveau [boʒɔlɛ nuvo], beaujolais primeur – młode, lekkie, cierpkie czerwone wino pochodzące z rejonu Beaujolais na północ od Lyonu we Francji. Na świecie znana jest nazwa beaujolais nouveau, natomiast we Francji wino to sprzedaje się przeważnie pod równoważnym określeniem beaujolais primeur.

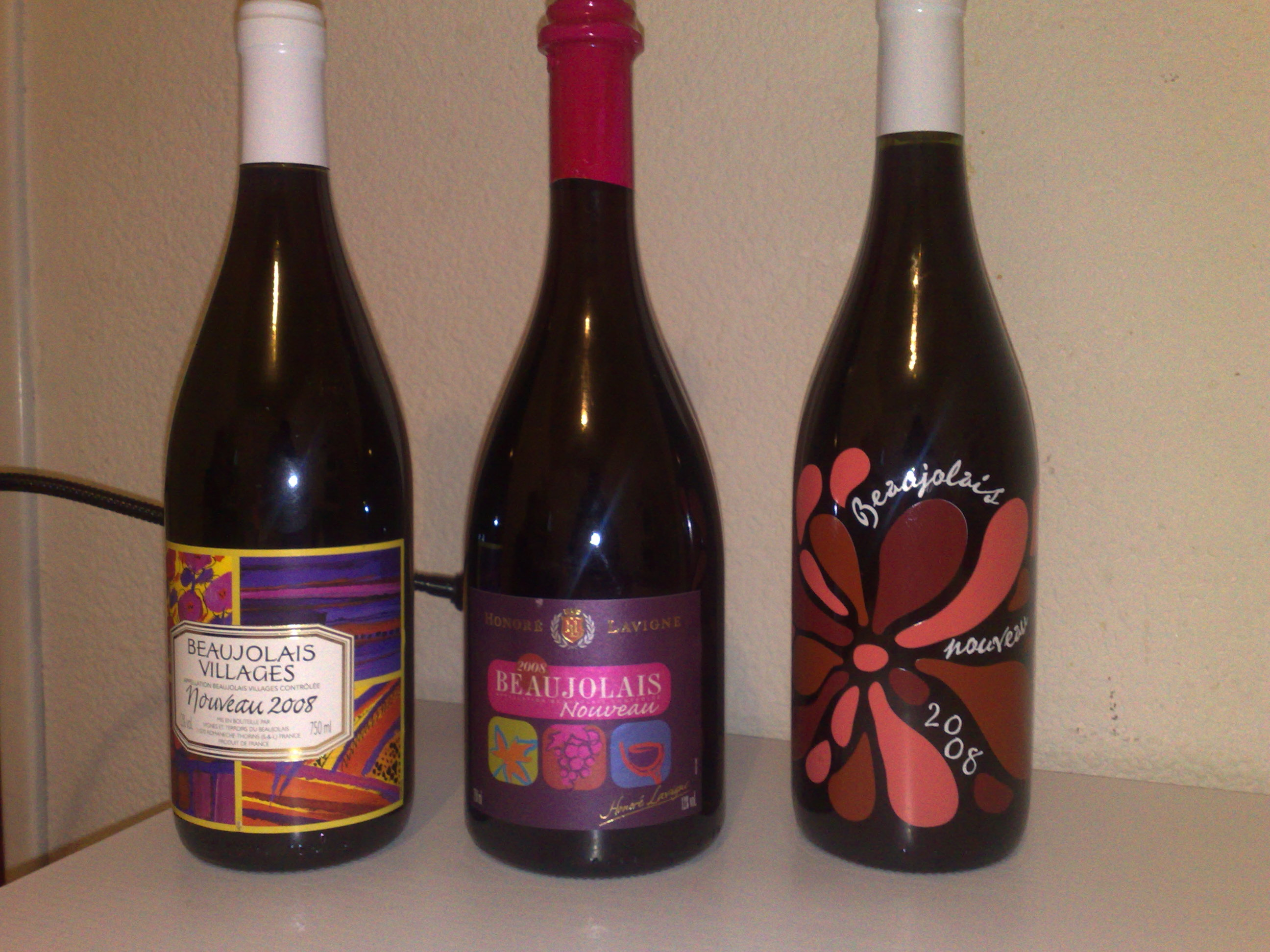
Butelki z rocznika 2008

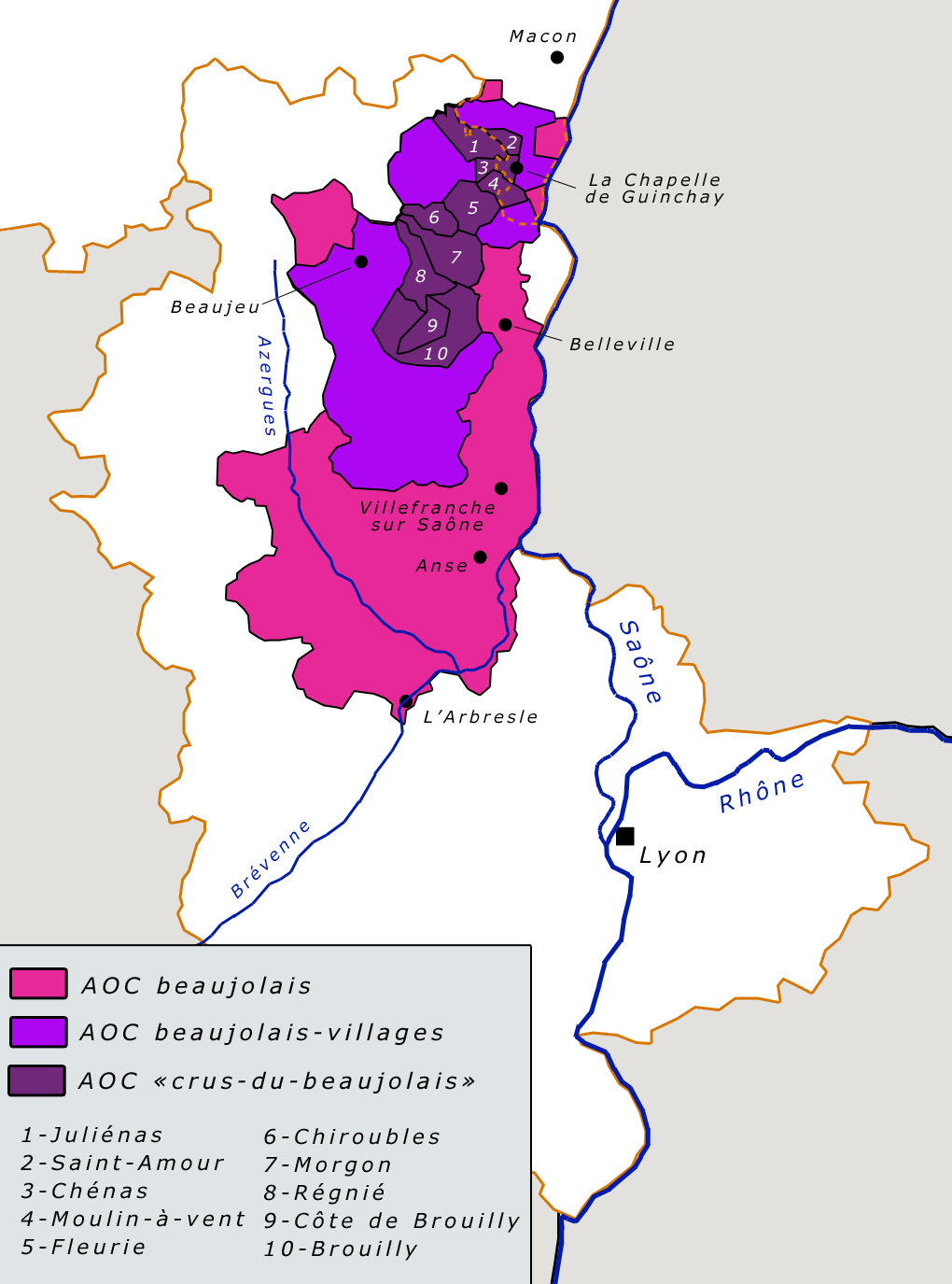
Winnice regionu Beaujolais

Beaujolais nouveau, podobnie jak większość pozostałych czerwonych win z regionu Beaujolais jest produkowane z winogron odmiany gamay (dopuszczalny jest udział do 15% innych wybranych odmian z tych samych winnic), w wyniku przyspieszonego procesu winifikacji, zwanego maceracją węglową. Proces produkcji pozwala na szybkie zakończenie fermentacji, a wino jest sprzedawane zaraz po jej zakończeniu, jednak w konsekwencji żywotność takiego wina jest ograniczona do około roku.
Charakterystyczny smak beaujolais nouveau nie zależy od szczepu gamay, ale od sposobu winifikacji i utrzymywaniu wysokiej wydajności (co nie sprzyja koncentracji składników aromatycznych i zapewnia lekkość). Bywa porównywany do smaku lizaka albo gumy balonowej. Beaujolais nouveau ma przez to miłośników również wśród osób, które stronią od klasycznego wina. Z chemicznego punktu widzenia na nutę zapachową wpływ mają octan amylu (o zapachu bananów) i octan etylu. Beaujolais nouveau należy podawać dość chłodne (12-14 °C).
W trzeci czwartek listopada przypada święto Beaujolais, kiedy po raz pierwszy oferuje się w sprzedaży wino z bieżącego rocznika. Termin jest usankcjonowany prawnie. Świętowanie rozpoczęcia sprzedaży beaujolais nouveau było kiedyś lokalną tradycją w barach w Lyonie, ale dzięki wysiłkom marketingowym moda rozpowszechniła się na cały świat. Wino szczególną popularnością cieszyło się pod koniec lat 70. XX wieku i w latach 80.
Beaujolais nouveau jest najbardziej znanym winem de primeur (nouveau), choć zgodnie z francuskim prawem winiarskim jeszcze z kilkudziesięciu francuskich apelacji można sprzedawać wina w tym samym roku, co winobranie, pod warunkiem oznaczenia ich jako primeur albo nouveau. Po 1 grudnia nie jest to obowiązkowe dla niektórych z nich. Podobne regulacje istnieją m.in. we Włoszech (novello) i Hiszpanii (joven).
Winiarze, producenci beaujolais nouveau promują swój produkt jako proste, lekkie, bezpretensjonalne wino, co wywołuje wzburzenie licznych krytyków, którzy oczekują czegoś więcej. W regionie Beaujolais produkowane są także liczne inne wina, nadające się do dłuższego leżakowania, a niektóre z nich mają prawo do własnych apelacji. Od jednej trzeciej do połowy wina z regionu jest produkowane w wariancie beaujolais nouveau.